# مسجد شیره‌پزها
مسجد شیره پزها مربوط به اوایل سدهٔ ۱۲ ه‍.ق است و در اصفهان، خیابان، جمال الدین عبدالرزاق، بازار نظامیه واقع شده و این اثر در تاریخ ۲۰ آبان ۱۳۷۷ با شمارهٔ ثبت ۲۱۵۳ به‌عنوان یکی از آثار ملی ایران به ثبت رسیده‌است.